# كان يا ماكان (فلم)
كان يا ماكان هو فيلم مغربي من إخراج سعيد الناصري سنة 2014، وبطولة كل من محمد العاشي، عفيف بن بدرة، أنس الباز، سارة كازيمي، وآخرين.

## القصة
القصة تحكي مسيرة لص من بنك قريب من جامع الفنا بمراكش، إلى قلعة في الصحراء اسمها «كان يا مكان»، لجأ إليها هرباً من أصدقائه بعدما قرر عدم تقاسم الأموال المسروقة معهم. هناك في القلعة سيتم سجنه والاستيلاء على الأموال المسروقة، لكنه سيستطيع الهروب رفقة خطيبة صاحب القلعة، المحارب القوي الذي يهابه الكل. في طريقهما يلتقيان بأفراد من قبيلتها، ويعلم اللص من خلالهم أن هذه القبيلة تشتتت في الصحراء بعدما تمرد صاحب القلعة على أفرادها، وهو الذي كان واحدا منهم قبل أن يسلبهم أغلب ما لديهم ويؤسس به قلعته المخصصة التي تأوي قطاع الطرق.
هنا يخبرهم اللص أن أباهم الروحي يوجد في قلعة «كان يا مكان»، وأن صاحبها يبقي عليه حياً من أجل أن يخبره بسر الكنز وذلك خلافاً لاعتقادات القبيلة بأنه توفي، فتقرر القبيلة الهجوم على القلعة من أجل تحرير الأب الروحي، إلا أن الهجوم أدى إلى مقتله واحتجاز ابنته (خطيبة صاحب القلعة)، وأثناء احتضاره يجعل من اللص زعيما للقبيلة، كما يخبره بمكان الكنز، لتأتي المحاولة الثاني لاقتحام القلعة المنيعة.

## روابط خارجية
- مقالات تستعمل روابط فنية بلا صلة مع ويكي بيانات
- كان يا ماكان على موقع allocine